# Punatinamu
Das Punatinamu (Tinamotis pentlandii), auch Punasteißhuhn, ist eine Art der Steißhühner aus der Unterfamilie der Steppensteißhühner (Rhynchotinae). Das Art-Epitheton pentlandii ehrt den irischen Naturwissenschaftler und Reisenden Joseph Barclay Pentland.

## Beschreibung
Das Punatinamu gehört zu den größeren Vertretern der Steißhühner und erreicht eine Körperlänge von 42 cm. Zwischen den Geschlechtern besteht kein Geschlechtsdimorphismus. Seine Oberseite ist gräulichbraun und zimt-gelbbraun gesprenkelt, der untere Rücken, Bürzel und Schwanz gewöhnlich hell gelblich-olivfarben. Flügeldecken und Armschwingen zeigen eine zimt-gelbbraune Bänderung, die Handschwingen sind mattbraun. Brust, Seiten und Flanken sind gräulichbraun und üppig gelbbraun gebändert. Der Unterbauch, die unteren Flanken und der Untersteiß sind zimtfarben-rotbraun gefärbt. Kopf und Hals sind kräftig weißlich und rußbraun gezeichnet und erscheinen breit gestreift, die Kehle ist einfarbig weiß oder weißlich. Iris und Schnabel sind braun. Die Füße sind hell grünlich, die Hinterzehe fehlt.
Jungvögel sind den adulten Punatinamus ähnlich. Der Rücken ist kräftiger gepunktet, die ventrale Bänderung spärlicher und weniger kräftig ausgeprägt. Die Bauchfärbung ist blasser.

## Lebensraum und Verbreitung
Das Punatinamu ist ein Bewohner von hochliegendem Grünland und der trockenen, buschigen oder felsigen Puna-Höhenstufe der Anden oberhalb von 3900 m in tropischen und subtropischen Regionen. Es lebt in Peru, Bolivien, Nord-Chile und im nordwestlichen Argentinien.

## Gefährdung
Die IUCN-Liste stuft diese Art wegen der anscheinend stabilen Population und des großen Verbreitungsgebietes als „nicht gefährdet“ (Least Concern, LC) ein.